# ملعب ترومان بودن
ملعب ترومان بودن هو ملعب متعدد الاستخدام يقع في جورج كايمان عاصمة جزر كايمان . غالبا ما يتم استخدامه لمباريات كرة القدم . يسع الملعب لجلوس 10 ألف متفرج . يعتبر الملعب الرسمي الذي يخوض فيه منتخب جزر كايمان مبارياته الدولية . تم تجديد الملعب في 2008 .
1. ↑  مذكور في: جيونيمز. الوصول: 6 أبريل 2015. لغة العمل أو لغة الاسم: الإنجليزية. تاريخ النشر: 2005.